# Половик

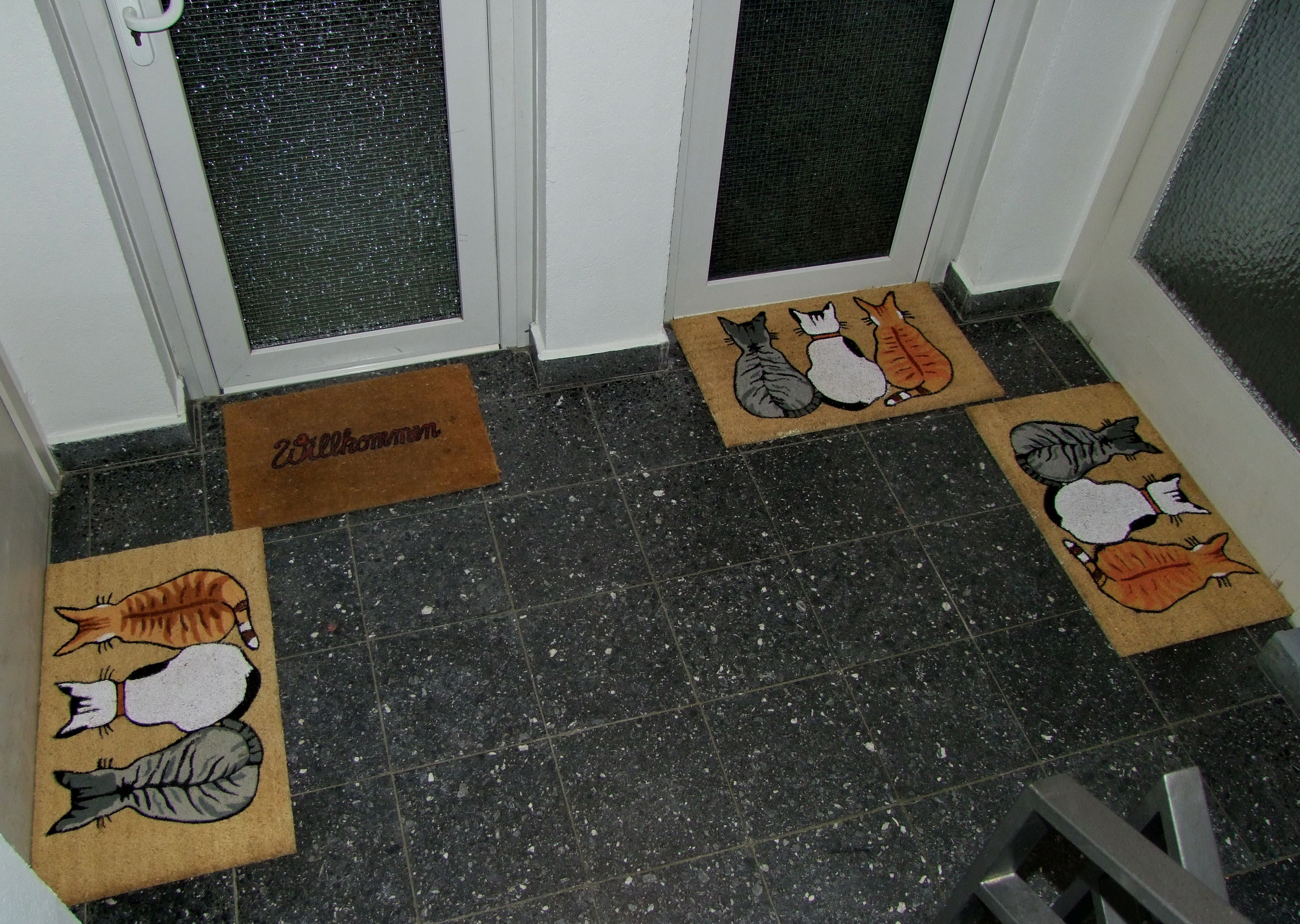
Придверные половики на лестничной площадке

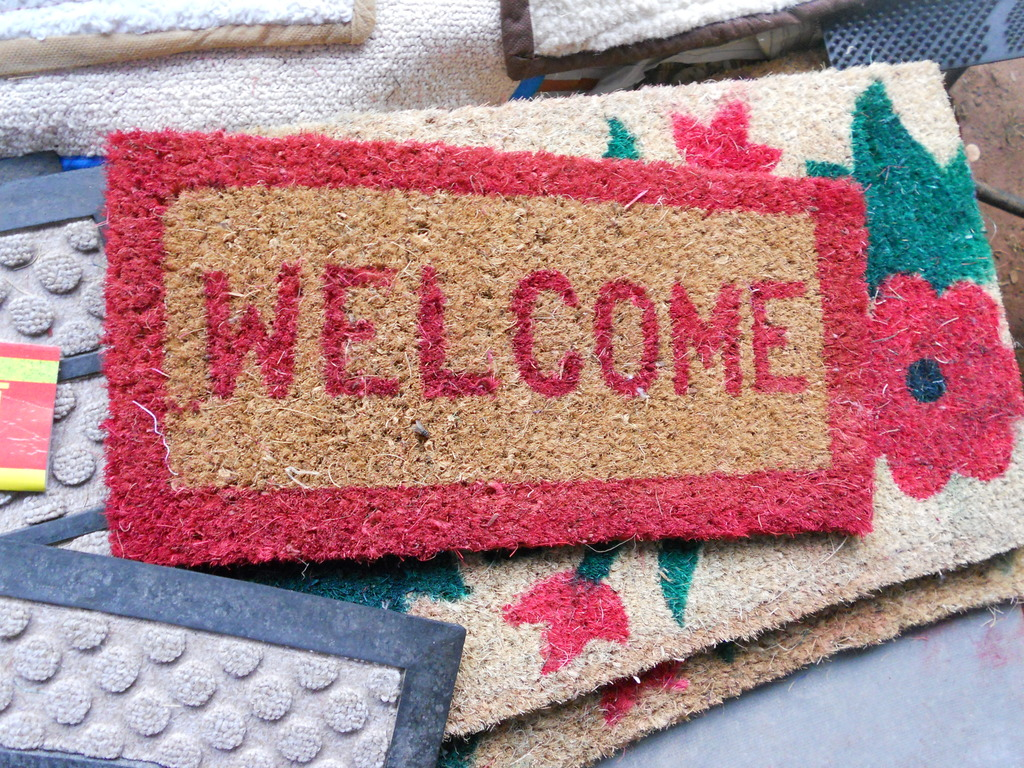
Половик «Добро пожаловать»

Полови́к, доро́жка, дерюга (сиб. подно́жник, красноярск. полог, постилка, простелок, твер. половни́к, полову́шка, полоу́шка, алтайск. полови́ца, полотну́шко, донск. засти́лка, енисейск. пола́з) — узкий длинный коврик (плетёный, изготовленный из тряпок), предназначенный для вытирания ног. Помимо грязезащитной, половик может выполнять и другие функции, например, впитывать воду или служить утеплителем при холодном полу.

## Разновидности
- Придверный половик имеет обычно прямоугольную форму и служит главным образом для защиты помещения от уличной грязи и пыли. Такой половичок обычно кладут перед входной дверью, чтобы можно было очистить подошвы обуви перед входом в чистое помещение. Ранее роль придверного половика часто выполняла увлажнённая тряпка, сейчас более распространены современные половики фабричного производства. Они могут быть изготовлены как из натуральных грубых материалов (мочало, мешковина, сизаль, кокосовое волокно), так и из пластика, металла, резины.
- Половики (дорожки), стелящиеся на пол в жилых помещениях, выполняют декоративную функцию, а также спасают от холодного пола. Рукодельницы часто плетут, вяжут или сшивают из разноцветных лоскутов именно эту разновидность половиков.
- Половики для ванной комнаты обычно выполнены из водоотталкивающих материалов, а также материалов, которые способствуют быстрому высыханию влаги. Половички для ванной комнаты предназначены для защиты ног от холодного полового покрытия и впитывания воды со ступней после выхода из душа или ванны. Половики с прорезиненной, силиконовой основой препятствуют также скольжению по полу.
- Прикроватные половики изготавливаются из мягких, тёплых материалов, таких как мех, шерсть, хлопок и так далее.
- Автомобильные половики (чаще автомобильные коврики) защищают салон автомобиля или багажник от грязи, пыли и влаги. Коврики бывают текстильные или резиновые, обычно различаются друг от друга в зависимости от модели автомобиля.
- Круг (кружок) — половик круглой формы, бытовавший в России и вязанием крючком из тряпичных полосок. Круги настилались в местах, не занятых длинными половиками или поверх них[8].

## История

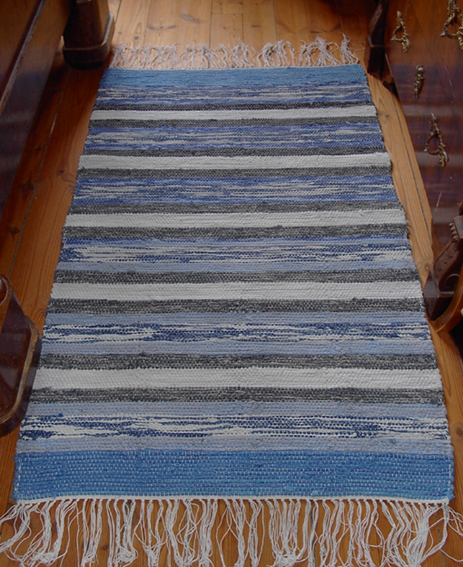
Традиционный шведский половик (trasmatta), примерно такой же вид имеют и традиционные русские половики

Половики возникли во второй половине XIX века в странах Европы (включая Россию) с развитием фабричного текстильного производства. Половики изготовляли из старой одежды и лоскутов ткани, толстых нитей, верёвок, а также остатков пряжи; а на Русском Севере на половики даже могли использовать старые рыболовные сети. Иногда материалом могли служить мочало и растения типа рогозы. Из-за разнообразия применяемых материалов половики получаются яркими, пёстрыми по своей общей цветовой гамме.
В России в крестьянском быту половики были распространены повсеместно; первоначально они были предметом роскоши в зажиточных крестьянских дворах, но быстро распространились и в городах. Традиционные русские половики изготавливались на ткацком станке (за исключением вышеупомянутых кругов, которые вязались крючком) и обладали прямоугольной формой, будучи длинными и узкими. По большим праздникам (Пасха, свадьба) половиками застилали полы во всей избе. В поминальные дни хозяйка расстилала чистый половик от порога к столу, приглашая таким образом к столу домового. Половики выполняли в интерьере не только сугубо практическую функцию (поддержание чистоты), но и декоративную функцию, о чём говорит их художественное выполнение. В качестве примера могут послужить половики из Лешуконского района Архангелогородчины. Узор половиков состоит из поперечных разноцветных волос, в качестве материала использовались лоскутки материи. Как и по технике исполнения, так и по стилю лешуконские половики обнаруживают схожесть с аналогичными изделиями из Каргопольского района, а также Ярославской и особенно Тверской областей. В некоторых местах традиционные половики изготовлялись ещё в 1980-е годы.
Половики приазовских (мариупольских) греков мало отличаются от таковых у русских и украинцев. Они также вязались крючком и ткались на станках (половики-дорожки, румейск. радно). Однако их характерной особенностью является то, что среди всех цветов пёстрой цветовой гаммы половиков преобладает синий или голубой цвет.
В местах своего бытования половик играл особую роль в свадебном обряде. Так, у русских в северном Прикамье (ныне Пермский край) молодожёны (вместе с хлебом, испечённом ещё в старом доме) заходили в новый дом по половикам, расстеленным от порога до красного угла, как сообщали информанты, «чтобы не по гoлoмy полу идти». Также в северном Прикамье молодожёнов при благословении ставили на половики, так как считалось, что в противном случае они будут жить бедно. У удмуртов, когда молодожёны приезжали в дом семьи жениха, то под ноги невесты бросали половик или подушку. Это практиковалось для того, чтобы, по поверьям, жизнь невесты в новой семье удалась, и чтобы она была покладистой. Кроме того, особое место половику отводилось и в некоторых похоронных обрядах. Например, у приазовских албанцев дно гроба осыпалось опилками, поверх которых настилали старый половик (как вариант — одеяло), и только потом — белую простыню, на которую укладывали покойника.